# Abyei (by)
Abyei (også stavet Abyēy; arabisk: أبيي) er en grænseby, der i øjeblikket ligger i Abyei-området, som er et omstridt område mellem Sydsudan og Sudan. FN anslog byens befolkning til omkring 20.000 før begivenhederne i maj 2011.
Det olieproducerende og frugtbare Abyei-område, med byen Abyei som centrum, er et omstridt territorialt stridspunkt i processen med Sydsudans løsrivelse i juli 2011.

## Historie

### Konflikten i 2008
Byen Abyei blev næsten fuldstændig ødelagt i maj 2008, da spændingerne mellem Sudans Folkebefrielseshær/bevægelse (SPLA) og de sudanesiske væbnede styrker (SAF) eskalerede, efter at Sydsudans regering udpegede en administrator for regionen, et skridt som de arabiske Messiriafolk  protesterede imod.

### 2009
Omkring 50.000 af byen Abyeis indbyggere,  overvejende dinkaer flygtede sydpå til  byen Agok i det nuværende Sydsudan. Siden underskrivelsen af køreplanen for de fordrevnes tilbagevenden og implementeringen af Abyei-protokollen i den omfattende fredsaftale blev en stor del af byen genopbygget i midten af 2009.

### 2011

#### Abyei-folkeafstemningen
Hvorvidt Abyei-området og byen skulle forblive en del af regionen  Sydkordofan i det nordlige Sudan eller blive en del af Bahr el Ghazal i Sydsudan, skulle afgøres ved en lokal folkeafstemning i 2011. Uenigheder om processen og en voldelig magtovertagelse har rejst spørgsmålet om, hvorvidt der vil blive afholdt en afstemning, og  i 2025 har afstemningen stadig ikke fundet sted.

#### Overtagelse
Det nordsudanske militær overtog Abyei-området og byen den 21. maj 2011. En uge efter overtagelsen viste satellitbilleder, at den nordsudanske hær havde brændt og jævnet omkring en tredjedel af alle civile bygninger i byen med jorden under den voldelige overtagelse. Titusindvis af civile i Abyei-området, herunder op til 35.000 børn, er blevet internt fordrevet af den nordlige overtagelse.Satellitbilledebeviserne, der understøtter en påstand om statsstøttet etnisk udrensning af en stor del af den omstridte Abyei-by og -region, blev forelagt for Den Internationale Straffedomstol (ICC) og FN's Sikkerhedsråd til vurdering. I september 2011 havde begge parter trukket deres tropper ud af området, og i, og 1700 fredsbevarende FN-soldater fra Etiopien blev  udstationeret.